# Bulusan
Bulusan – czynny wulkan na wyspie Luzon na Filipinach; zaliczany do stratowulkanów.
Wysokość 1565 m n.p.m.; średnica krateru ok. 300 m, głębokość ok. 50 m. Średnica podstawy wynosi 15 km. Usytuowany w wielkiej kalderze o średnicy 11 km uformowanej ponad 36000 lat temu. Na południowo-wschodnim zboczu znajdują się trzy mniejsze kratery, w dwóch z nich utworzyły się jeziora.
Erupcje są notowane od 1852 r., ostatnia w 2007 r.